# Scar the Martyr (album)
Scar the Martyr è il primo album in studio del gruppo musicale statunitense Vimic (al tempo noti come Scar the Martyr), pubblicato il 30 settembre 2013 dalla Roadrunner Records.

## Descrizione
Dopo aver rivelato il nome del gruppo nel mese di giugno 2013, l'allora batterista degli Slipknot Joey Jordison annunciò che il progetto parallelo da lui creato avrebbe pubblicato nei mesi successivi anche un album di debutto.
All'interno del disco, Jordison si è occupato della batteria, del basso, delle parti ritmiche di chitarra e della stesura delle musiche, mentre i testi sono stati scritti dal cantante Henry Derek. Le parti di chitarra solista sono state eseguite da Kris Norris (ex-membro dei Darkest Hour) e da Jed Simon (ex-membro degli Strapping Young Lad), mentre l'ex-batterista dei Nine Inch Nails Chris Vrenna si è occupato delle tastiere.

## Promozione
Il primo singolo ad essere estratto dall'album è stato Blood Host, reso disponibile per l'ascolto a partire dal 2 agosto. Per esso è stato girato anche un videoclip, pubblicato il 18 settembre sul canale YouTube del gruppo.
Il secondo singolo è stato Soul Disintegration, reso disponibile per l'ascolto il 18 agosto (data in cui è stata rivelata anche la copertina dell'album) e pubblicato per il download digitale il 27 dello stesso mese. Il relativo video musicale è stato invece pubblicato il 5 novembre.

## Tracce
Testi di Henry Derek (eccetto Complications), musiche di Joey Jordison, eccetto dove indicato.
1. Intro – 1:02
2. Dark Ages – 6:52
3. My Retribution – 4:08
4. Soul Disintegration – 5:52
5. Cruel Ocean – 5:03 (musica: Joey Jordison, Henry Derek)
6. Blood Host – 6:47
7. Sign of the Omeneye – 0:43
8. Anatomy of Erinyes – 6:12
9. Prayer for Prey – 6:09
10. White Nights in a Day Room – 6:09 (musica: Joey Jordison, Henry Derek)
11. Effigy Unborn – 4:41
12. Never Forgive Never Forget – 5:44
13. Mind's Eye – 6:10
14. Last Night on Earth – 8:31

Traccia bonus nell'edizione giapponese
1. Complications (Bonus Track) – 2:59 (Killing Joke) – originariamente interpretata dai Killing Joke

Tracce bonus nell'edizione deluxe di iTunes
1. Flatline & Fracture – 5:16
2. Digging for Truth – 5:38
3. Coat of Arms – 3:51
4. Complications – 2:59 (Killing Joke) – originariamente interpretata dai Killing Joke

## Formazione
Gruppo
- Henry Derek – voce, chitarra ritmica (tracce 5 e 10)
- Jed Simon – chitarra solista
- Kris Norris – chitarra solista
- Joey Jordison – batteria, percussioni, chitarra ritmica, basso

Altri musicisti
- Chris Vrenna – tastiera, programmazione

Produzione
- Rhys Fulber – produzione, programmazione aggiuntiva
- Joey Jordison – co-produzione
- Amanda Victoria – assistenza produzione
- Ryan Martin – ingegneria
- Jarosław Baran, John Cranfield – editing digitale
- Zeuss – missaggio
- Alan Douches – mastering